# Arazzo dell'Apocalisse

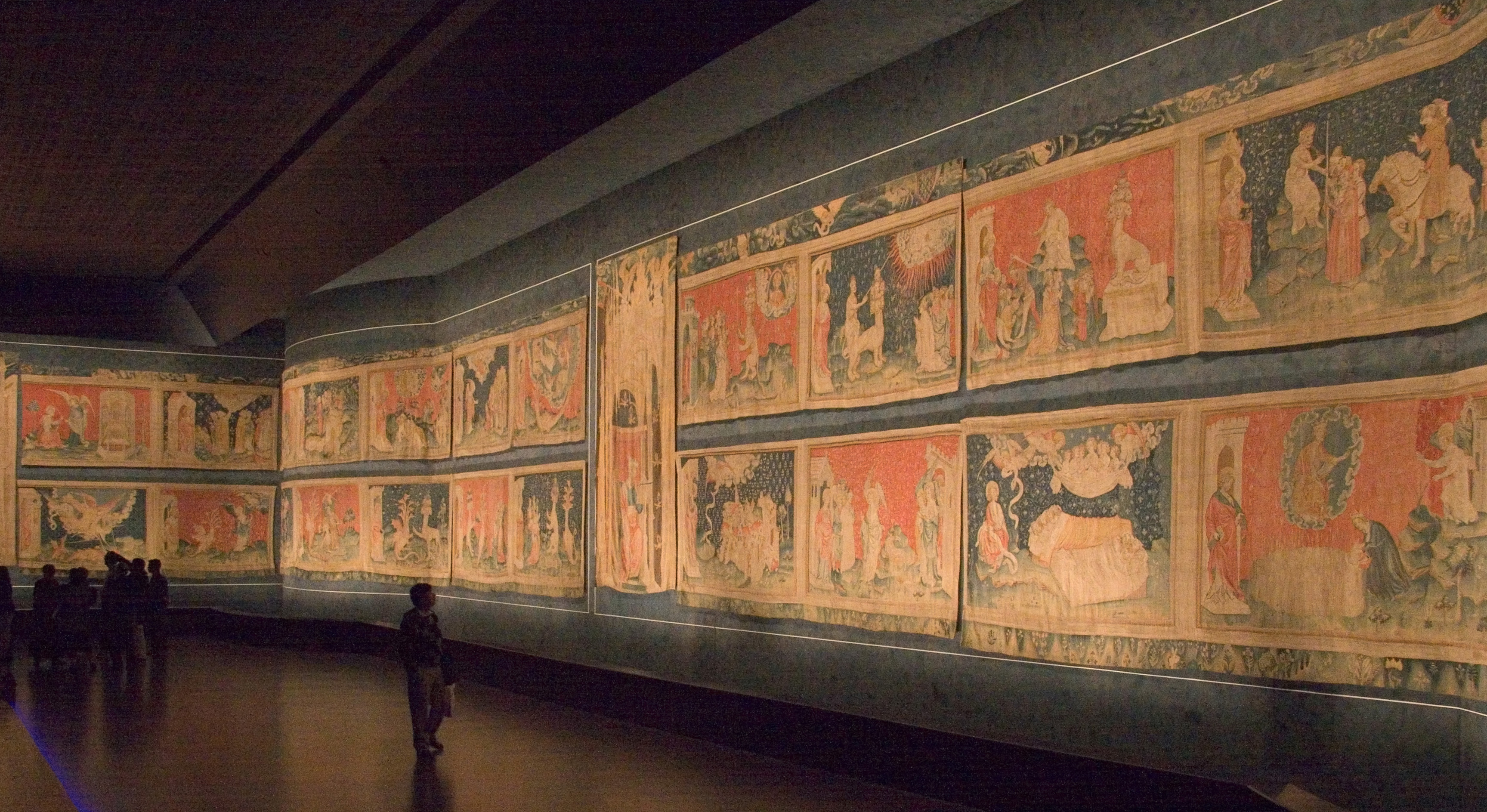
Il ciclo dell'apocalisse

L'arazzo dell'Apocalisse è un ciclo di arazzi realizzato alla fine del XIV secolo che si ispira all'apocalisse di San Giovanni, esposto ad Angers in Francia. È il più antico arazzo francese sopravvissuto, nonché una delle più importanti raffigurazioni dell'Apocalisse e uno dei capolavori del patrimonio artistico francese.

## Storia

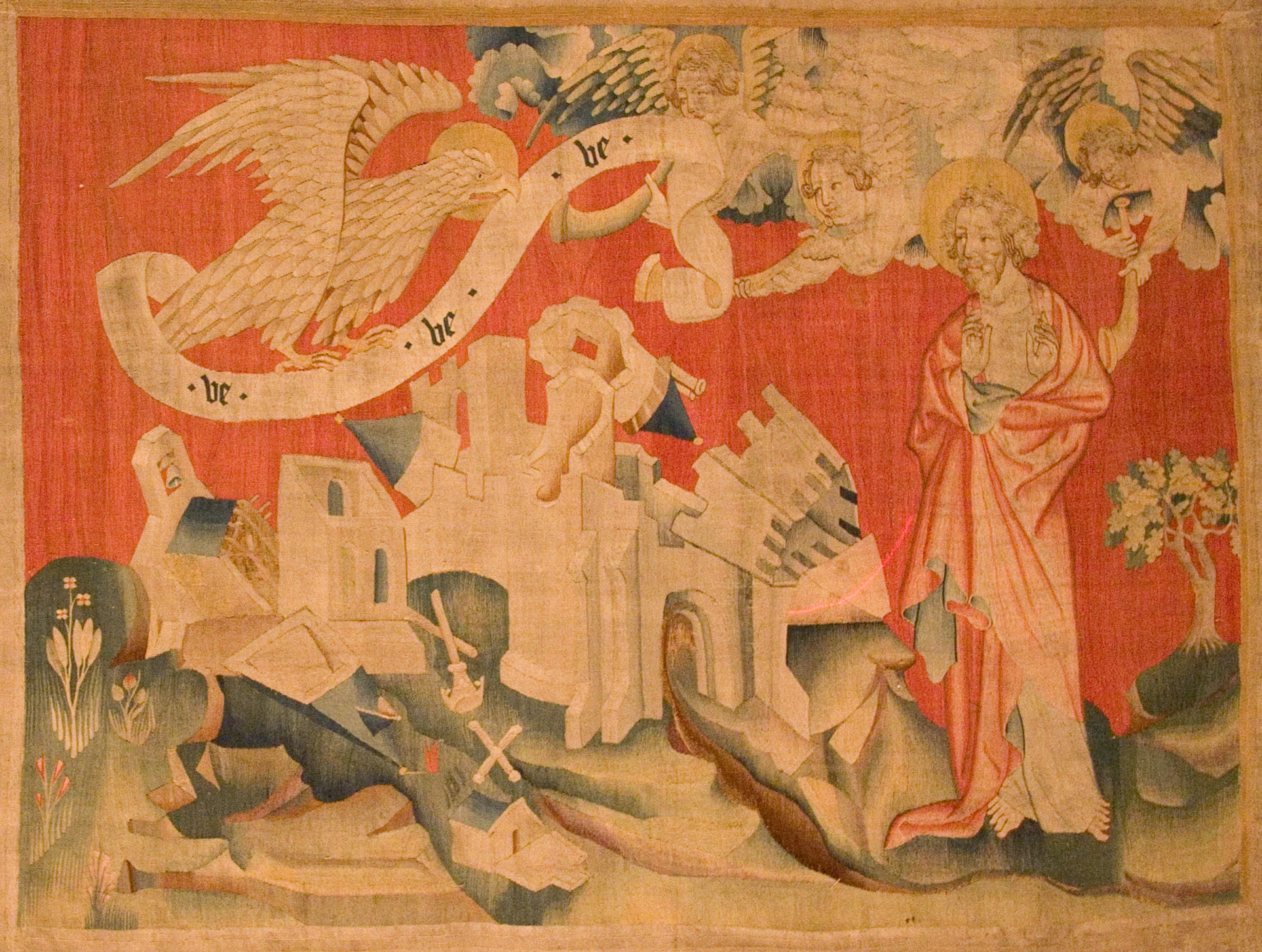
L'aquila del male

Fu commissionato, tra il 1373 e il 1377 per il duca Luigi I d'Angiò, al mercante Nicolas Bataille che lo fece tessere nel suo laboratorio di Parigi all'arazziere Robert Poisson; l'opera fu verosimilmente completata nel 1382. Il ciclo di cartoni fu preparato dal pittore Hennequin de Bruges (conosciuto come Jean de Bruges), pittore di corte del re Carlo V di Francia.
Non è chiaro come Luigi d'Angiò intendesse usare l'arazzo: forse lo voleva esporre all'aperto, tenuto sollevato da strutture lignee a guisa di un campo per tornei. Probabilmente l'arazzo aveva una funzione politica e avrebbe aiutato a rafforzare lo status della dinastia dei Valois, a cui apparteneva il committente, che venne poi coinvolta nella guerra dei Cent'anni.
L'arazzo fu collocato nell'arcivescovado di Arles intorno al 1400 e dal 1474, in seguito alla donazione fatta da Renato d'Angiò, nella cattedrale di Saint-Maurice d'Angers.
Durante la Rivoluzione francese l'arazzo fu fatto a pezzi per realizzare coperte, stuoini, riparazioni domestiche: scomparso nel 1782, fu recuperato nel 1848 e restaurato fino al 1870 grazie all'intervento del canonico Joubert; dopodiché l'opera venne restituita alla cattedrale.
Dato che la cattedrale non era un luogo adatto per la conservazione dell'arazzo, questo venne trasferito nel vicino castello di Angers in una sala le cui dimensioni permettono di ammirare l'opera nella sua interezza, progettata nel 1952 da Bernard Vitry. Tra il 1990 e il 2000 la galleria è stata migliorata con nuovi dispositivi di sicurezza, luci e ventilazione per meglio conservare l'opera d'arte.

## L'arazzo

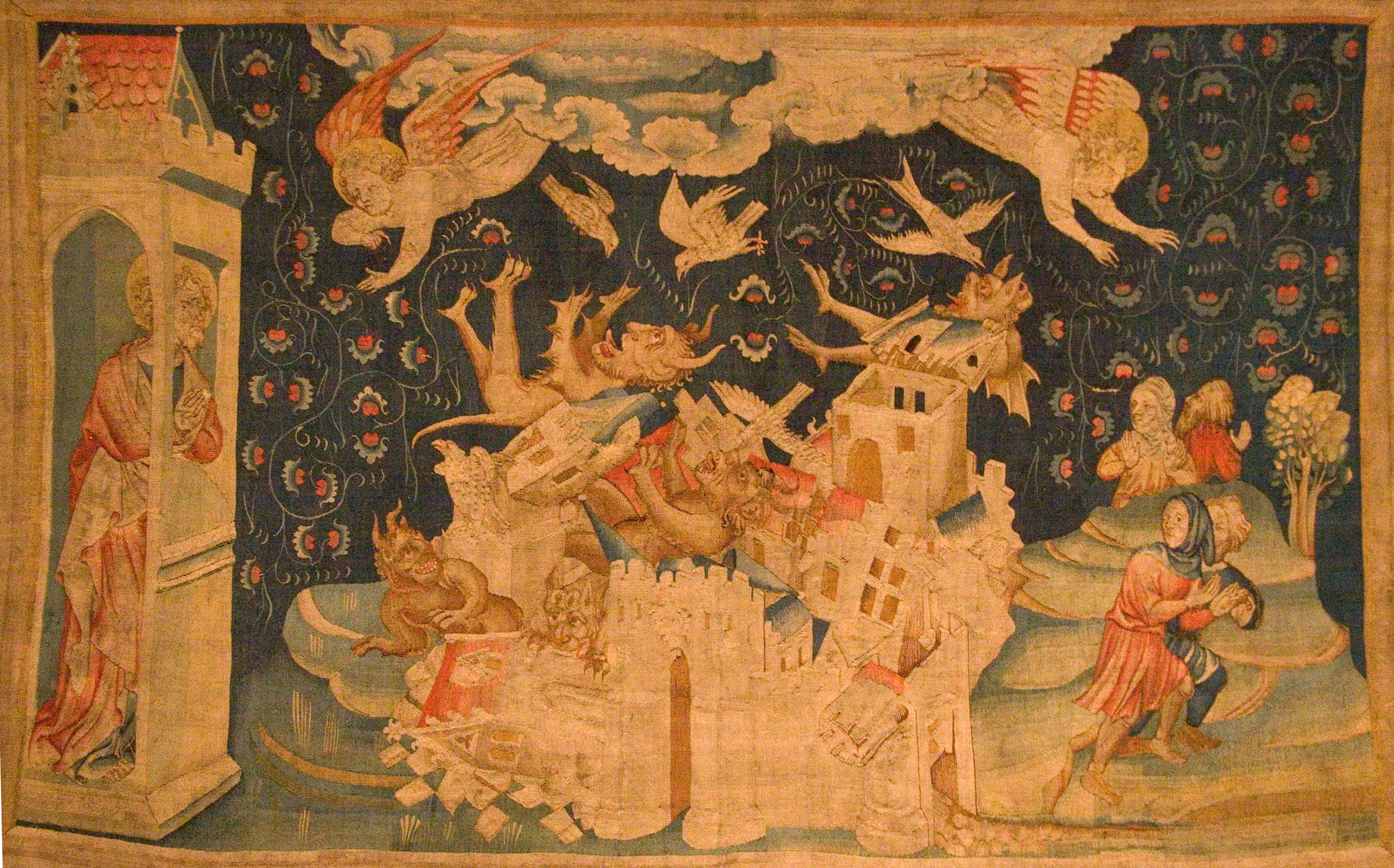
La caduta di Babilonia

Composto inizialmente di sette pezzi per un totale di 140 m, ne sono giunti a noi solamente sei, lunghi ciascuno 23 m. Misura complessivamente 103 m di lunghezza per 6,1 m di altezza ed era composto da 90 scene; ora ne rimangono 71.
I materiali utilizzati, sia per la trama che per l'ordito, sono la lana e la seta, tinte con colori vegetali. Tra i colori, ancor oggi brillanti, spiccano i gialli ottenuti con la reseda (reseda luteola), gli sfondi rossi, ottenuti con la robbia (rubia tinctorum) e quelli blu ottenuti con il guado (isathis tinctoria); sono presenti fili d'oro e d'argento. I colori sono ora sbiaditi sulla parte visibile dell'arazzo, ma sul retro sono ancora visibili le tonalità vivaci originali.

## Il ciclo

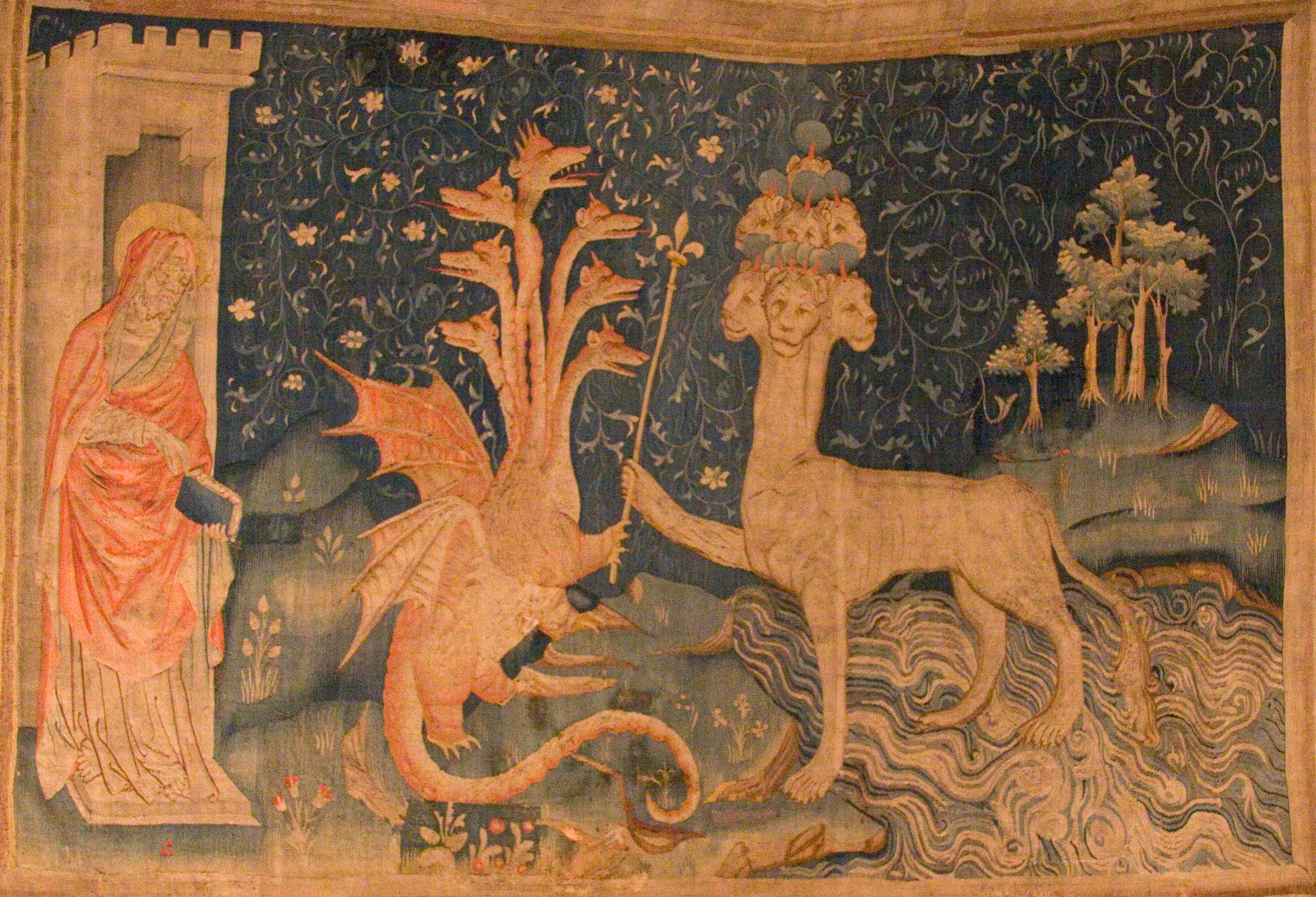
La bestia del mare

La storia dell'Apocalisse era molto diffusa nel XIV secolo e si concentrava sulla lotta tra il bene e il male, e sulla seguente vittoria del primo, rappresentando una storia edificante. In quel periodo erano presenti diverse raffigurazioni della vicenda e Luigi scelse di adottarne una simile a quella descritta in un manoscritto prestatogli dal fratello Carlo V nel 1373. Tale codice era stato eseguito in Inghilterra intorno al 1250. Secondo alcuni storici Luigi fu influenzato anche da un arazzo particolarmente grande donato a Carlo V dalla città di Lilla nel 1367.
All'inizio di ogni pannello un personaggio a tutta altezza, seduto in un baldacchino, introduce alla lettura allegorica delle visioni: si tratta di San Giovanni stesso. Originariamente erano presenti anche delle didascalie, che furono rimosse nell'Ottocento. La narrazione è divisa in due fasce sovrapposte, suddivise in sette riquadri ognuna, che hanno il fondo alternativamente blu o rosso.
Le scene sono ricche di simbolismi e allegorie, che riflettono la difficile interpretazione dell'opera di San Giovanni. L'arazzo segue fedelmente la narrazione dell'evangelista: dall'inizio della stesura dell'Apocalisse su invito divino alla dimostrazione delle qualità del Creato, dalla rivelazione dei segreti divini ai cavalieri dell'Apocalisse seguiti dalle anime dei morti. La raffigurazione dell'ultimo dei quattro cavalieri, la Morte, è eseguita con uno stile singolare per l'epoca, che poi divenne comune in Inghilterra: è rappresentato come un cadavere in decomposizione anziché, come si usava allora, come una persona vivente. Si passa quindi agli squilli delle trombe divine e all'annuncio dell'arrivo del Messia, seguiti dalle insidie di Satana e dalla caduta di Babilonia. Infine sono raffigurate le sorti dei giusti e dei dannati e i sette flagelli causati dall'ira divina. Il ciclo si chiude con la sconfitta delle forze del male e con l'immagine della Gerusalemme celeste.
Oltre che una rappresentazione dell'apocalisse gli arazzi contengono una preziosa quantità di informazioni sulla vita e i costumi del XIV secolo.

## Bibliografia

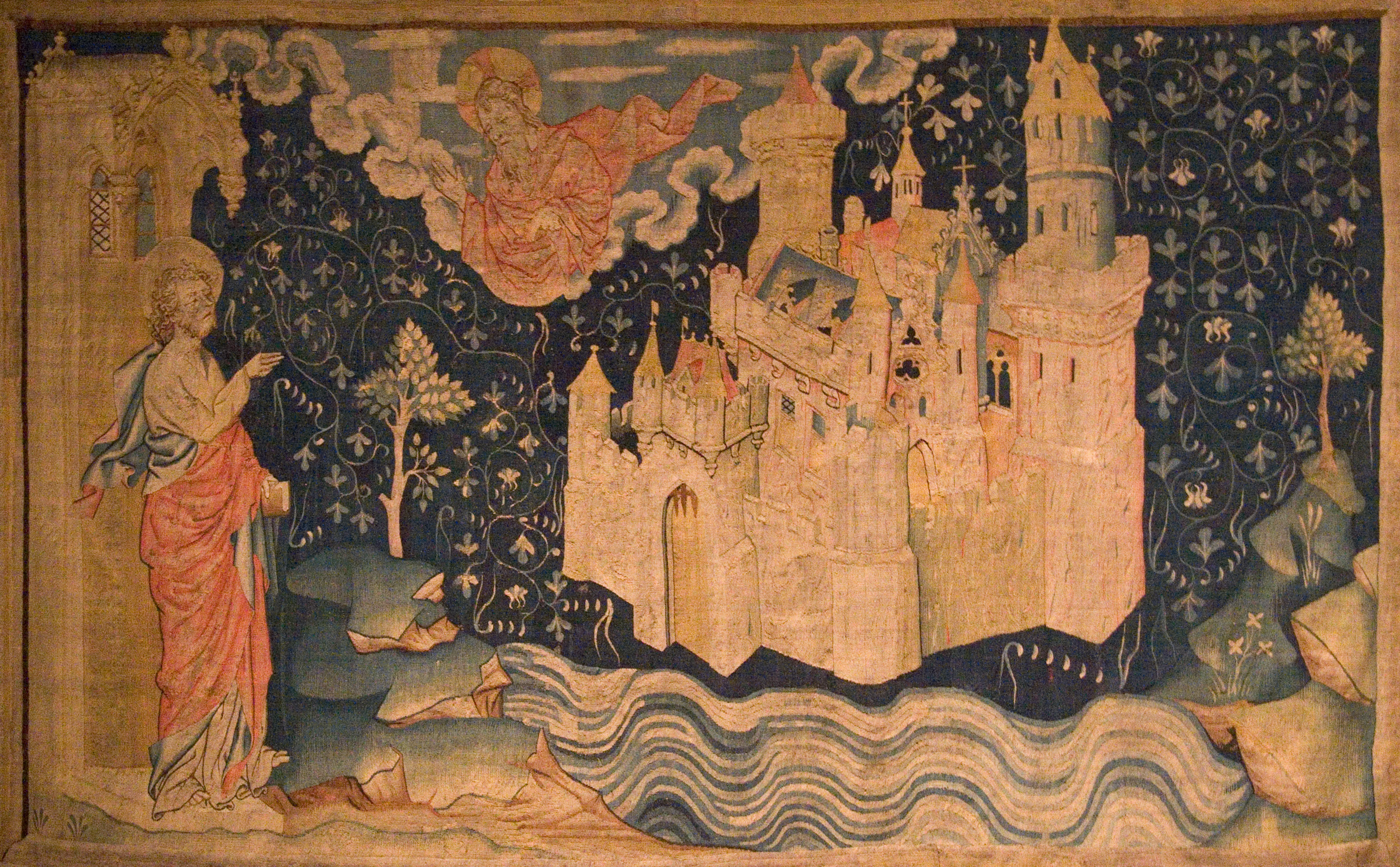
La nuova Gerusalemme